# Ctilocephala kuntzeni
Ctilocephala kuntzeni är en skalbaggsart som beskrevs av Moser 1921. Ctilocephala kuntzeni ingår i släktet Ctilocephala och familjen Melolonthidae. Inga underarter finns listade i Catalogue of Life.